# Алжир на літніх Олімпійських іграх 2016
Алжир на літніх Олімпійських ігор 2016 представляли 65 спортсменів у 13 видах спорту.

## Медалісти
| Медалі | Спортсмени     | Вид спорту     | Дисципліна       | Дата      |
| ------ | -------------- | -------------- | ---------------- | --------- |
| Срібло | Тауфік Махлуфі | Легка атлетика | чоловіки, 800 м  | 15 серпня |
| Срібло | Тауфік Махлуфі | Легка атлетика | чоловіки, 1500 м | 20 серпня |

## Спортсмени
| Дисципліна            | Чоловіки | Жінки | Разом |
| --------------------- | -------- | ----- | ----- |
| Легка атлетика        | 12       | 3     | 15    |
| Бокс                  | 8        | 0     | 8     |
| Велоспорт             | 3        | 0     | 3     |
| Фехтування            | 1        | 1     | 2     |
| Футбол                | 18       | 0     | 18    |
| Гімнастика            | 1        | 1     | 2     |
| Дзюдо                 | 4        | 1     | 5     |
| Академічне веслування | 1        | 0     | 1     |
| Вітрильний спорт      | 1        | 2     | 3     |
| Стрільба              | 1        | 0     | 1     |
| Плавання              | 1        | 0     | 1     |
| Важка атлетика        | 1        | 1     | 2     |
| Боротьба              | 3        | 0     | 3     |
| Разом                 | 55       | 9     | 64    |

## Легка атлетика
Легенда
- Note – для трекових дисциплін місце вказане лише для забігу, в якому взяв участь спортсмен
- Q = пройшов у наступне коло напряму
- q = пройшов у наступне коло за добором (для трекових дисциплін - найшвидші часи серед тих, хто не пройшов напряму; для технічних дисциплін - увійшов до визначеної кількості фіналістів за місцем якщо напряму пройшло менше спортсменів, ніж визначена кількість)
- NR = Національний рекорд
- N/A = Коло відсутнє у цій дисципліні
- Bye = спортсменові не потрібно змагатися у цьому колі

Трекові і шосейні дисципліни
Чоловіки
| Спортсмен          | Дисципліна           | Попередній забіг | Попередній забіг | Півфінал        | Півфінал        | Фінал           | Фінал           |
| Спортсмен          | Дисципліна           | Результат        | Місце            | Результат       | Місце           | Результат       | Місце           |
| ------------------ | -------------------- | ---------------- | ---------------- | --------------- | --------------- | --------------- | --------------- |
| Амін Белферар      | 800 м                | 1:48.40          | 3 Q              | 1:46.55         | 7               | Завершив виступ | Завершив виступ |
| Яссін Атат         | 800 м                | 1:46.81          | 3 Q              | 1:44.81         | 3               | Завершив виступ | Завершив виступ |
| Тауфік Махлуфі     | 800 м                | 1:49.17          | 1 Q              | 1:43.85         | 1 Q             | 1:42.61 NR      | 2               |
| Салім Кеддар       | 1500 м               | 3:40.63          | 11               | Завершив виступ | Завершив виступ | Завершив виступ | Завершив виступ |
| Тауфік Махлуфі     | 1500 м               | 3:46.82          | 1 Q              | 3:39.88         | 2 Q             | 3:50.11         | 2               |
| Абдельмалік Лагулу | 400 м з бар'єрами    | 48.62 NR         | 1 Q              | 49.08           | 4               | Завершив виступ | Завершив виступ |
| Мілуд Рахмані      | 400 м з бар'єрами    | 49.73            | 5                | Завершив виступ | Завершив виступ | Завершив виступ | Завершив виступ |
| Хішам Бушіша       | 3000 м з перешкодами | 8:33.61          | 8                | Н/Д             | Н/Д             | Завершив виступ | Завершив виступ |
| Алі Мессауді       | 3000 м з перешкодами | DSQ              | DSQ              | Н/Д             | Н/Д             | Завершив виступ | Завершив виступ |
| Білаль Табті       | 3000 м з перешкодами | 8:38.87          | 11               | Н/Д             | Н/Д             | Завершив виступ | Завершив виступ |
| El-Hadi Laameche   | Марафон              | Н/Д              | Н/Д              | Н/Д             | Н/Д             | DNF             | DNF             |
| Хакім Саді         | Марафон              | Н/Д              | Н/Д              | Н/Д             | Н/Д             | 2:26:47         | 104             |

Жінки
| Спортсменка    | Дисципліна           | Попередній забіг | Попередній забіг | Фінал            | Фінал            |
| Спортсменка    | Дисципліна           | Результат        | Місце            | Результат        | Місце            |
| -------------- | -------------------- | ---------------- | ---------------- | ---------------- | ---------------- |
| Аміна Беттіш   | 3000 м з перешкодами | 10:26.91         | 18               | Завершила виступ | Завершила виступ |
| Кенза Дамані   | Марафон              | Н/Д              | Н/Д              | 2:38.37          | 50               |
| Суад Аїт Салем | Марафон              | Н/Д              | Н/Д              | DNF              | DNF              |

Комбіновані дисципліни – десятиборство (чоловіки)
| Спортсмен     | Дисципліна | 100 м    | СД      | ШЯ       | СВ      | 400 м | 110Б     | МД       | СЖ   | МС    | 1500 м  | Final   | Місце |
| ------------- | ---------- | -------- | ------- | -------- | ------- | ----- | -------- | -------- | ---- | ----- | ------- | ------- | ----- |
| Ларбі Буррада | Результат  | 10.75 SB | 7.52 SB | 13.78 SB | 2.10 PB | 47.98 | 14.15 PB | 42.39 PB | 4.60 | 66.49 | 4:14.60 | 8521 AF | 5     |
| Ларбі Буррада | Очки       | 917      | 940     | 715      | 896     | 910   | 955      | 713      | 790  | 836   | 849     | 8521 AF | 5     |

## Бокс
| Спортсмен            | Категорія           | 1/16 фіналу              | 1/8 фіналу                    | Чвертьфінали           | Півфінали          | Фінал              | Фінал           |
| Спортсмен            | Категорія           | Суперник Результат       | Суперник Результат            | Суперник Результат     | Суперник Результат | Суперник Результат | Місце           |
| -------------------- | ------------------- | ------------------------ | ----------------------------- | ---------------------- | ------------------ | ------------------ | --------------- |
| Мохамед Фліссі       | до 52 кг (чоловіки) | Bye                      | Асенов (BUL) W 3–0            | Фіноль (VEN) L 0–3     | Завершив виступ    | Завершив виступ    | Завершив виступ |
| Фахем Хаммаші        | до 56 кг (чоловіки) | de Jesus (BRA) L 1–2     | Завершив виступ               | Завершив виступ        | Завершив виступ    | Завершив виступ    | Завершив виступ |
| Реда Бенбазіз        | до 60 кг (чоловіки) | Абделааль (EGY) W 3–0    | Адлан Абдурашидов (RUS) W 3–0 | Отгондалай (MGL) L 0–3 | Завершив виступ    | Завершив виступ    | Завершив виступ |
| Абделькадер Шаді     | до 64 кг (чоловіки) | Тейшейра (BRA) L 1–2     | Завершив виступ               | Завершив виступ        | Завершив виступ    | Завершив виступ    | Завершив виступ |
| Зохір Кедаше         | до 69 кг (чоловіки) | Доннеллі (IRL) L 0–3     | Завершив виступ               | Завершив виступ        | Завершив виступ    | Завершив виступ    | Завершив виступ |
| Ільяс Аббаді         | до 75 кг (чоловіки) | Ngamissengue (CGO) W 3–0 | Алімханули (KAZ) L 0–3        | Завершив виступ        | Завершив виступ    | Завершив виступ    | Завершив виступ |
| Абдельхафід Беншабла | до 81 кг (чоловіки) | Bye                      | Рамірес (VEN) W 2–0           | Буатсі (GBR) L 0–3     | Завершив виступ    | Завершив виступ    | Завершив виступ |
| Шуаїб Булудінат      | до 91 кг (чоловіки) | Bye                      | Сен-П'єрр (MRI) L 1–2         | Завершив виступ        | Завершив виступ    | Завершив виступ    | Завершив виступ |

## Велоспорт

### Шосе
| Спортсмен           | Дисципліна                       | Час            | Місце          |
| ------------------- | -------------------------------- | -------------- | -------------- |
| Юсеф Регігі         | Групова шосейна гонка (чоловіки) | Did not finish | Did not finish |
| Абдеррахман Мансурі | Групова шосейна гонка (чоловіки) | Did not finish | Did not finish |

## Фехтування
| Спортсмен      | Дисципліна                      | 1/32 фіналу        | 1/16 фіналу        | 1/8 фіналу         | Чвертьфінал        | Півфінал           | Фінал / БМ         | Фінал / БМ       |
| Спортсмен      | Дисципліна                      | Суперник Результат | Суперник Результат | Суперник Результат | Суперник Результат | Суперник Результат | Суперник Результат | Місце            |
| -------------- | ------------------------------- | ------------------ | ------------------ | ------------------ | ------------------ | ------------------ | ------------------ | ---------------- |
| Віктор Сінтес  | індивідуальна рапіра (чоловіки) | Bye                | Крузе (GBR) L 4–15 | Завершив виступ    | Завершив виступ    | Завершив виступ    | Завершив виступ    | Завершив виступ  |
| Анісса Хелфауї | індивідуальна рапіра (жінки)    | Bye                | Гарві (CAN) L 6–15 | Завершила виступ   | Завершила виступ   | Завершила виступ   | Завершила виступ   | Завершила виступ |

## Футбол

### Чоловічий турнір
Склад команди
Шаблон:Склад чоловічої збірної Алжиру з футболу на літніх Олімпійських іграх 2016
Груповий етап
Футбол на літніх Олімпійських іграх 2016 — чоловічий турнір – Group D
Шаблон:Чоловічий турнір з футболу на літніх Олімпійських іграх 2016, гра D1
Шаблон:Чоловічий турнір з футболу на літніх Олімпійських іграх 2016, гра D4
Шаблон:Чоловічий турнір з футболу на літніх Олімпійських іграх 2016, гра D6

## Гімнастика

### Спортивна гімнастика
Чоловіки
| Спортсмен | Дисципліна | Кваліфікація                  | Кваліфікація  | Кваліфікація | Кваліфікація | Кваліфікація | Кваліфікація | Кваліфікація | Кваліфікація | Фінал  | Фінал  | Фінал  | Фінал  | Фінал           | Фінал           | Фінал           | Фінал           |                 |                 |                 |                 |
| Спортсмен | Дисципліна | Вправа                        | Вправа        | Вправа       | Вправа       | Вправа       | Вправа       | Загалом      | Місце        | Вправа | Вправа | Вправа | Вправа | Вправа          | Вправа          | Загалом         | Місце           |                 |                 |                 |                 |
| --------- | ---------- | ----------------------------- | ------------- | ------------ | ------------ | ------------ | ------------ | ------------ | ------------ | ------ | ------ | ------ | ------ | --------------- | --------------- | --------------- | --------------- | --------------- | --------------- | --------------- | --------------- |
| Спортсмен | Дисципліна | Мохамед Абдельджаліль Бург'єг | Індивідуальні | 12.533       | 12.900       | 13.033       | 13.700       | Загалом      | Місце        | 13.500 | 12.833 | 78.499 | 48     | Завершив виступ | Завершив виступ | Завершив виступ | Завершив виступ | Завершив виступ | Завершив виступ | Завершив виступ | Завершив виступ |

Жінки
| Спортсменка | Дисципліна | Кваліфікація  | Кваліфікація  | Кваліфікація | Кваліфікація | Кваліфікація | Кваліфікація | Фінал  | Фінал  | Фінал  | Фінал  | Фінал   | Фінал |                  |                  |                  |                  |                  |                  |
| Спортсменка | Дисципліна | Вправа        | Вправа        | Вправа       | Вправа       | Загалом      | Місце        | Вправа | Вправа | Вправа | Вправа | Загалом | Місце |                  |                  |                  |                  |                  |                  |
| ----------- | ---------- | ------------- | ------------- | ------------ | ------------ | ------------ | ------------ | ------ | ------ | ------ | ------ | ------- | ----- | ---------------- | ---------------- | ---------------- | ---------------- | ---------------- | ---------------- |
| Спортсменка | Дисципліна | Фарах Буфаден | Індивідуальні | 13.916       | 12.200       | Загалом      | Місце        | 10.600 | 11.100 | 46.433 | 53     | Загалом | Місце | Завершила виступ | Завершила виступ | Завершила виступ | Завершила виступ | Завершила виступ | Завершила виступ |

## Дзюдо
| Спортсмен           | Категорія               | 1/32 фіналу              | 1/16 фіналу               | 1/8 фіналу                 | Чвертьфінали       | Півфінали          | Втішний поєдинок   | Фінал / БМ         | Фінал / БМ       |
| Спортсмен           | Категорія               | Суперник Результат       | Суперник Результат        | Суперник Результат         | Суперник Результат | Суперник Результат | Суперник Результат | Суперник Результат | Місце            |
| ------------------- | ----------------------- | ------------------------ | ------------------------- | -------------------------- | ------------------ | ------------------ | ------------------ | ------------------ | ---------------- |
| Худ Зурдані         | до 66 кг (чоловіки)     | Bye                      | Копінскі (SUR) W 100–000  | Тумурхулег (MGL) L 000–101 | Завершив виступ    | Завершив виступ    | Завершив виступ    | Завершив виступ    | Завершив виступ  |
| Абдерахман Бенамаді | до 90 кг (чоловіки)     | Жураєв (UZB) L 000–000 S | Завершив виступ           | Завершив виступ            | Завершив виступ    | Завершив виступ    | Завершив виступ    | Завершив виступ    | Завершив виступ  |
| Лієс Буякуб         | до 100 кг (чоловіки)    | Bye                      | Ремаренко (UAE) W 010–000 | Гасимов (AZE) L 010–010 S  | Завершив виступ    | Завершив виступ    | Завершив виступ    | Завершив виступ    | Завершив виступ  |
| Мохаммед Таєб       | понад 100 кг (чоловіки) | Н/Д                      | Темуулен (MGL) W 010–000  | Рінер (FRA) L 000–100      | Завершив виступ    | Завершив виступ    | Завершив виступ    | Завершив виступ    | Завершив виступ  |
| Соня Асселах        | понад 78 кг (жінки)     | Н/Д                      | Bye                       | Yu S (CHN) L 000–100       | Завершила виступ   | Завершила виступ   | Завершила виступ   | Завершила виступ   | Завершила виступ |

## Академічне веслування
| Спортсмен      | Дисципліна          | Заїзди  | Заїзди | Втішний заплив | Втішний заплив | Чвертьфінали | Чвертьфінали | Півфінали | Півфінали | Фінал   | Фінал |
| Спортсмен      | Дисципліна          | Час     | Місце  | Час            | Місце          | Час          | Місце        | Час       | Місце     | Час     | Місце |
| -------------- | ------------------- | ------- | ------ | -------------- | -------------- | ------------ | ------------ | --------- | --------- | ------- | ----- |
| Сід Алі Будіна | одиночки (чоловіки) | 7:45.90 | 4 R    | 7:20.84        | 1 QF           | 7:13.59      | 5 SC/D       | 7:37.19   | 5 FD      | 7:06.64 | 23    |
| Аміна Руба     | одиночки (жінки)    | 8:55.09 | 4 R    | 8:04.21        | 1 QF           | 8:21.00      | 6 SC/D       | 8:22.34   | 5 FD      | 7:46.55 | 21    |

Пояснення до кваліфікації: FA=Фінал A (за медалі); FB=Фінал B (не за медалі); FC=Фінал C (не за медалі); FD=Фінал D (не за медалі); FE=Фінал E (не за медалі); FF=Фінал F (не за медалі); SA/B=Півфінали A/B; SC/D=Півфінали C/D; SE/F=Півфінали E/F; QF=Чвертьфінали; R=Потрапив у втішний заплив

## Вітрильний спорт
| Спортсмен          | Дисципліна      | Заплив | Заплив | Заплив | Заплив | Заплив | Заплив | Заплив | Заплив | Заплив | Заплив | Заплив | Заплив | Заплив | Очки | Підсумкове місце |
| Спортсмен          | Дисципліна      | 1      | 2      | 3      | 4      | 5      | 6      | 7      | 8      | 9      | 10     | 11     | 12     | M*     | Очки | Підсумкове місце |
| ------------------ | --------------- | ------ | ------ | ------ | ------ | ------ | ------ | ------ | ------ | ------ | ------ | ------ | ------ | ------ | ---- | ---------------- |
| Хамза Бурас        | RS:X (чоловіки) | 35     | 36     | 34     | 35     | DNF    | 26     | 31     | DNF    | 36     | DNF    | 36     | 24     | EL     | 367  | 36               |
| Катя Белаббас      | RS:X (жінки)    | DNF    | DNF    | DNF    | DNF    | DNF    | 25     | 27     | 27     | 27     | 27     | 27     | 27     | EL     | 290  | 26               |
| Імен Шеріф Сахрауї | Лазер радіал    | 33     | 35     | 36     | 34     | DNF    | DNF    | 35     | 38     | DNS    | DNC    | Н/Д    | Н/Д    | EL     | 362  | 37               |

M = Медальний заплив; EL = Вибув – не потрапив до медального запливу

## Стрільба
| Спортсмен   | Дисципліна                                  | Кваліфікація | Кваліфікація | Фінал           | Фінал           |
| Спортсмен   | Дисципліна                                  | Очки         | Місце        | Очки            | Місце           |
| ----------- | ------------------------------------------- | ------------ | ------------ | --------------- | --------------- |
| Шафік Буауд | пневматична гвинтівка, 10 метрів (чоловіки) | 612.1        | 47           | Завершив виступ | Завершив виступ |

Пояснення до кваліфікації: Q = Пройшов у наступне коло; q = Кваліфікувався щоб змагатись у поєдинку за бронзову медаль

## Плавання
| Спортсмен     | Дисципліна                           | Попередній заплив | Попередній заплив | Півфінал        | Півфінал        | Фінал           | Фінал           |
| Спортсмен     | Дисципліна                           | Час               | Місце             | Час             | Місце           | Час             | Місце           |
| ------------- | ------------------------------------ | ----------------- | ----------------- | --------------- | --------------- | --------------- | --------------- |
| Уссама Сануне | 50 метрів вільним стилем (чоловіки)  | 22.27             | 25                | Завершив виступ | Завершив виступ | Завершив виступ | Завершив виступ |
| Уссама Сануне | 100 метрів вільним стилем (чоловіки) | 49.20             | 31                | Завершив виступ | Завершив виступ | Завершив виступ | Завершив виступ |

## Важка атлетика
| Спортсмен                | Категорія               | Ривок     | Ривок | Поштовх   | Поштовх | Загалом | Місце |
| Спортсмен                | Категорія               | Результат | Місце | Результат | Місце   | Загалом | Місце |
| ------------------------ | ----------------------- | --------- | ----- | --------- | ------- | ------- | ----- |
| Валід Бідані             | понад 105 кг (чоловіки) | 190 NR    | 10    | 220 NR    | 14      | 410 NR  | 13    |
| Фатіма-Зохра Бухра Хірек | понад 75 кг (жінки)     | 87        | 16    | 105       | 15      | 192     | 15    |

## Боротьба
Легенда:
- VT – Перемога на туше.
- PP – Перемога за очками – з технічними очками в того, хто програв.
- PO – Перемога за очками – без технічних очок в того, хто програв.
- ST – Перемога за очками – без технічних очок в того, хто програв and a margin of victory of at least 8 (Greco-Roman) or 10 (freestyle) points.
- SP – Перемога за очками – з технічними очками в того, хто програв and a margin of victory of at least 8 (Greco-Roman) or 10 (freestyle) points.

Греко-римська боротьба
| Спортсмен        | Категорія | Кваліфікація        | 1/8 фіналу              | Чвертьфінал             | Півфінал           | Втішний поєдинок 1 | Втішний поєдинок 2 | Фінал / БМ         | Фінал / БМ |
| Спортсмен        | Категорія | Суперник Результат  | Суперник Результат      | Суперник Результат      | Суперник Результат | Суперник Результат | Суперник Результат | Суперник Результат | Місце      |
| ---------------- | --------- | ------------------- | ----------------------- | ----------------------- | ------------------ | ------------------ | ------------------ | ------------------ | ---------- |
| Тарек Бенаїсса   | до 66 кг  | Bye                 | Царьов (KGZ) W 3–0 PO   | Chunayev (AZE) L 1–4 SP | Завершив виступ    | Завершив виступ    | Завершив виступ    | Завершив виступ    | 8          |
| Едем Боуджемліне | до 85 кг  | Bye                 | Байряков (BUL) L 0–3 PO | Завершив виступ         | Завершив виступ    | Завершив виступ    | Завершив виступ    | Завершив виступ    | 17         |
| Хемза Халуї      | до 98 кг  | Гурі (BUL) L 0–4 ST | Завершив виступ         | Завершив виступ         | Завершив виступ    | Завершив виступ    | Завершив виступ    | Завершив виступ    | 17         |